# Шмаковский сельсовет (Курганская область)
Шма́ковский сельсове́т — упразднённые административно-территориальная единица и муниципальное образование со статусом сельского поселения в составе Кетовского района Курганской области России. 
Административный центр — село Шмаково.
15 марта 2022 года сельсовет был упразднён в связи с преобразованием муниципального района в муниципальный округ.

## История
В соответствии с Законом Курганской области от 6 июля 2004 года № 419 сельсовет наделён статусом сельского поселения.

## Население
| 1989  | 2002  | 2010  | 2012  | 2013  | 2014  | 2015  |
| ----- | ----- | ----- | ----- | ----- | ----- | ----- |
| 1939  | ↘1896 | ↘1625 | ↗1676 | ↗1696 | ↘1655 | ↘1618 |
| 2016  | 2017  | 2018  | 2019  | 2020  |       |       |
| ↗1659 | ↗1686 | ↘1676 | ↘1607 | ↘1551 |       |       |

## Состав сельского поселения
| № | Населённый пункт | Тип населённого пункта       | Население |
| - | ---------------- | ---------------------------- | --------- |
| 1 | Галаево          | деревня                      | ↘139      |
| 2 | Конево-Казанцева | деревня                      | ↘23       |
| 3 | Орловка          | деревня                      | ↘144      |
| 4 | Шмаково          | село, административный центр | ↘1319     |